# Neuffontaines
Neuffontaines ist eine französische Gemeinde mit 93 Einwohnern (Stand 1. Januar 2022) im Département Nièvre in der Region Bourgogne-Franche-Comté (vor 2016 Bourgogne). Sie gehört zum Arrondissement Clamecy und zum Kanton Clamecy.

## Geographie
Neuffontaines liegt etwa 43 Kilometer südsüdöstlich von Auxerre. Nachbargemeinden von Neuffontaines sind Nuars im Nordwesten und Norden, Saint-Aubin-des-Chaumes im Norden, Bazoches im Nordosten und Osten, Pouques-Lormes im Osten und Südosten, Anthien im Süden, Moissy-Moulinot und Ruages im Südwesten sowie Saizy im Westen.

## Bevölkerungsentwicklung
| Jahr                       | 1962 | 1968 | 1975 | 1982 | 1990 | 1999 | 2006 | 2011 | 2020 |
| Einwohner                  | 221  | 219  | 183  | 150  | 128  | 122  | 126  | 116  | 105  |
| Quellen: Cassini und INSEE |      |      |      |      |      |      |      |      |      |

## Sehenswürdigkeiten
- Kirche La Nativité-de-Notre-Dame
- Kapelle Saint-Pierre-aux-Liens auf dem Berg Le Mont-Sabot aus dem 12. Jahrhundert

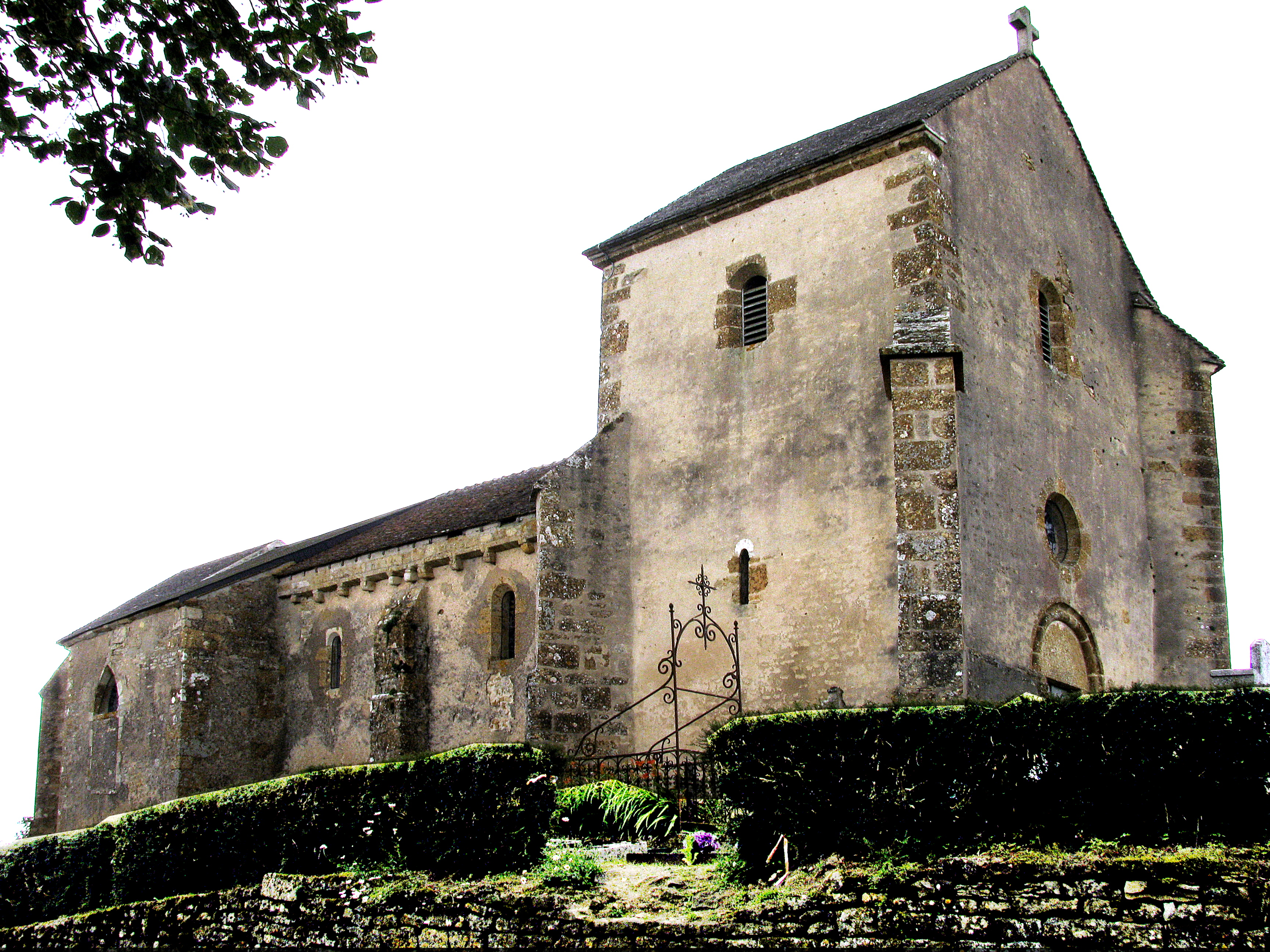
Kapelle Saint-Pierre-aux-Liens

## Persönlichkeiten
- Gilbert von Neuffontaines (um 1076–1152), Ritter und Heiliger der römisch-katholischen Kirche